# Bulbophyllum blepharochilum
Espèce
Bulbophyllum blepharochilum Garay est une espèce de plantes à fleurs de la famille des Orchidaceae et du genre Bulbophyllum. C'est une orchidée endémique du Cameroun, très rare.